# جو كارتر
جو كارتر (بالإنجليزية: Joe Carter)‏ (27 يوليو 1899 في المملكة المتحدة - 7 يناير 1977 في المملكة المتحدة) هو لاعب كرة قدم بريطاني (وحمل سابقاً جنسية المملكة المتحدة لبريطانيا العظمى وأيرلندا) في مركز مهاجم داخلي. شارك مع منتخب إنجلترا لكرة القدم. أما مع النوادي، فقد لعب مع وست بروميتش ألبيون.

## وصلات خارجية
- جو كارتر على موقع قاعدة بيانات كرة القدم.إي يو (الإنجليزية)
- جو كارتر على موقع ناشيونال فوتبول تيمز (الإنجليزية)